# Shohei Mishima
Shohei Mishima (三島 頌平 Mishima Shohei?, Gifu, 20 de noviembre de 1995) es un futbolista japonés que juega como centrocampista en el Roasso Kumamoto.

## Trayectoria

### Clubes
| Club            | País  | Año       |
| --------------- | ----- | --------- |
| FC Gifu         | Japón | 2018-2021 |
| Roasso Kumamoto | Japón | 2022-     |